# Akodon juninensis
Akodon juninensis је врста глодара из породице хрчкова (лат. Cricetidae). 

## Распрострањење
Ареал врсте је ограничен на једну државу. Перу је једино познато природно станиште врсте.

## Станиште
Станиште врсте је травна вегетација.

## Угроженост
Ова врста је наведена као последња брига, јер има широко распрострањење и честа је врста.